# Gerda Eichbaum
Gerda Eichbaum (* 20. Oktober 1903 in Mainz; † Juli 1992 in Wellington, Neuseeland) war eine deutsch-neuseeländische Germanistin, Hochschullehrerin und Kunstkritikerin.

## Leben
Gerda Eichbaum, mit vollem Namen Gertrud Elisabeth Eichbaum, war die Tochter des Mainzer Schuhfabrikanten Adolf Eichbaum und dessen Frau Else (geborene Altschul; * 25.  November 1879 – ermordet am 5. Mai 1944 in Theresienstadt). Neben Gerda hatte das Ehepaar Eichbaum noch zwei weitere Kinder: Franz Eichbaum (1906 – 1980), der nach Brasilien emigrieren konnte, und Werner Eichbaum (* 31. Juli 1907 – ermordet am 30. April 1942 in Łódź).
Eine Mainzer Freundin von Gerda Eichbaum beschrieb deren Elternhaus als ein bildungsbürgerlich geprägtes, dem vor allem die Mutter durch ihre vielen künstlerischen Interessen ihren Stempel aufgedrückt habe. Es hätten literarische Salons im Haus Eichbaum am Mainzer Rheinufer stattgefunden, und Gerda sei früh an Literatur herangeführt worden.
Gerda Eichbaum, die in einem Lebenslauf von 1928 angab lutherischen Glaubens zu sein, besuchte von 1910 bis 1920 die Höhere Töchterschule in Mainz (das heutige Frauenlob-Gymnasium Mainz) und von 1920 bis 1923 eine Studienanstalt zur Erlangung der Hochschulreife. Am 23. Februar 1923 legte sie die Reifeprüfung ab. Ab 1924 studierte sie die Fächer Englisch, Deutsch und Kunstgeschichte in Heidelberg, Prag (Deutsche Universität), Bonn und Gießen. Am 23. Juni 1928 bestand sie die Prüfung für das Höhere Lehramt. Ebenfalls 1928 wurde Gerda Eichbaum mit einer Dissertation mit dem literatursoziologischen Titel Die Krise der modernen Jugend im Spiegel der Dichtung als eine der ersten Studentinnen in Gießen bei Karl Viëtor promoviert. Sie nahm eine Stelle als wissenschaftliche Assistentin an und ging mit dem Historiker Hermann Aubin an die Universität Breslau. 1931 wurde sie Referendarin am Schlossgymnasium in Mainz, wurde wegen ihrer nicht arischen Abstammung jedoch nicht in den Staatsdienst übernommen. Sie emigrierte 1933 zuerst nach Frankreich, dann nach Italien und 1936 nach Neuseeland.
Gerdas Bruder Franz war 1933 in die Tschechoslowakei emigriert und konnte 1938 nach dem  Einmarsch der deutschen Wehrmacht in Prag über England nach Brasilien emigrieren. Die Eltern, die mit ihm in Prag zusammengelebt hatten, blieben zurück. Mutter Else und Bruder Werner wurden von den Nazis ermordet, Vater Adolf konnte später zu seinem Sohn Franz nach Brasilien übersiedeln. Für Gerda Eichbaum blieb dieses Schicksal ihrer weiteren Familienangehörigen ein lebenslanges Thema:

„Vor der Eingliederung der Tschechoslowakei flohen meine Eltern von Mainz nach Prag, dem Heimatort meiner Mutter, in dem naiven Glauben, sie könnten sich vor der Verfolgung retten. Aber nach der Annexion durch Hitler wurden meine Mutter und mein Bruder in das Konzentrationslager Theresienstadt abgeschoben, wo auch alle meine anderen Verwandten endeten. Mein Bruder wurde während eines „Fluchtversuchs“ erschossen. Allein mein Vater überlebte alle Gräuel und verbrachte seine letzten Jahre mit meinem anderen Bruder, der als Arzt in Brasilien lebte [. . .]. Sie werden verstehen, dass ich öfter ein schlechtes Gewissen
habe, dass ich nichts für das Überleben meiner Familie getan habe. Aber die Umstände zu dieser Zeit ließen das nicht zu, es war unmöglich.“

In Neuseeland arbeitete Gerda Eichbaum in dem Mädchenpensionat Woodford House, bis sie zum Kriegsbeginn als feindliche Deutsche („enemy alien“) erneut entlassen wurde und ihren Lebensunterhalt als Köchin und anderen Jobs verdiente. Noch während der Kriegszeit begann sie Artikel für Art in New Zealand zu schreiben.
Nachdem sie eine Umschulung zur Bibliothekarin gemacht hatte, wurde sie 1947 Leiterin der Bibliothek des neuseeländischen Unterrichtsministeriums und blieb dort 15 Jahre tätig. Sie änderte 1959 ihren Nachnamen in Bell. Von 1962 bis 1964 war sie Lektorin für italienische, von 1964 bis 1970, zuletzt als Dozentin für deutsche Literatur an der Victoria University of Wellington. 1982 wurde sie mit dem Bundesverdienstkreuz Erster Klasse ausgezeichnet.
Gerda Bell hinterließ nach ihrem Tode ein beträchtliches Vermögen, das vermutlich aus Wiedergutmachungsverfahren resultierte. In ihrem Testament hatte sie verfügt, dass daraus für die Dauer von zehn Jahren jährlich 10.000 NZ$ für ein Stipendium zur Verfügung gestellt werden sollten. Dieses Stipendium, das den Namen Dr. Gerda Bell Scholarship trug, sollte jungen Neuseeländern zugutekommen, die deutsche Literatur und Kultur studierten.

## Werke (Auswahl)
- Krise der modernen Jugend im Spiegel der Dichtung. Stenger, Erfurt 1929.
- Deutsche Siedlung in Neuseeland. Ein Hamburger Kolonisationsversuch im 19. Jahrhundert. In:  Geschichtliche Landeskunde und Universalgeschichte: Festgabe für Hermann Aubin zum 23. Dezember 1950. Nölke, Hamburg 1950, S. 259–269.
- als Gerda Elizabeth Bell: Ernest Dieffenbach. Rebel and Humanist. Dunmore Press, Palmerston North 1976.